# Pachyaena
Pachyaena és un gènere de mamífer mesonic extint de la família dels mesoníquids. Visqué durant els períodes Paleocè i Eocè. Se n'han trobat restes fòssils a Euràsia i Nord-amèrica.